# Madame Lauriol de Barny
'Madame Lauriol de Barny' est un cultivar de rosier obtenu en 1868 par Victor Trouillard, chef jardinier de la pépinière d'André Leroy à Angers.

## Description

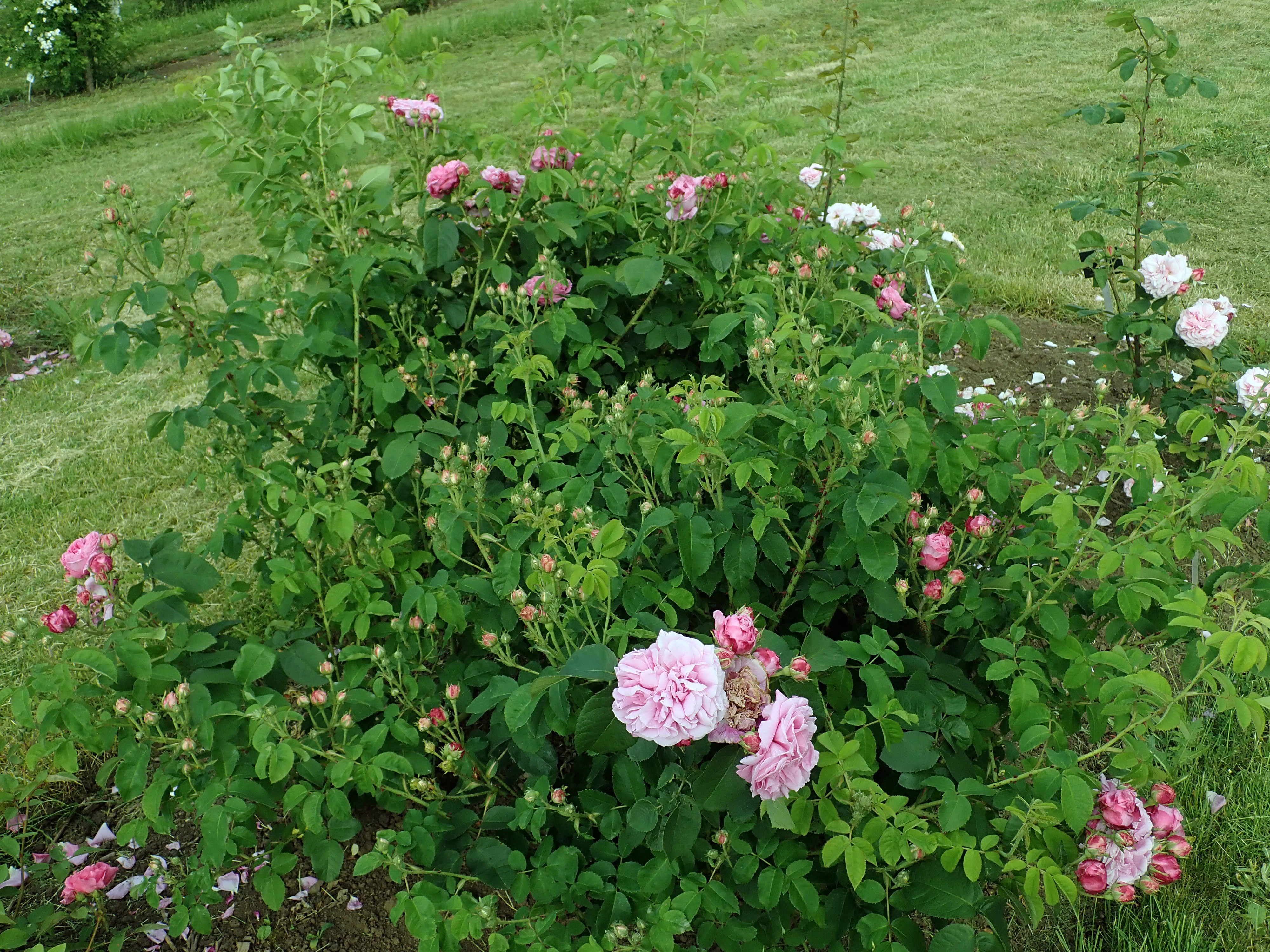
Un buisson bien fourni.

Il s'agit d'un arbuste s'élevant à 200 cm, parfois plus, bien charpenté et au feuillage vert moyen, qui peut être palissé. Ses fleurs de couleur rose aux reflets argentés sont grandes et doubles (17-25 pétales) ; elles fleurissent en solitaires ou en bouquets de trois ou quatre roses. C'est une variété très saine, légèrement remontante, au parfum fruité.
Sa zone de rusticité va de 5b à 10b ; il est donc résistant aux hivers rigoureux.